# 藤井浩佑

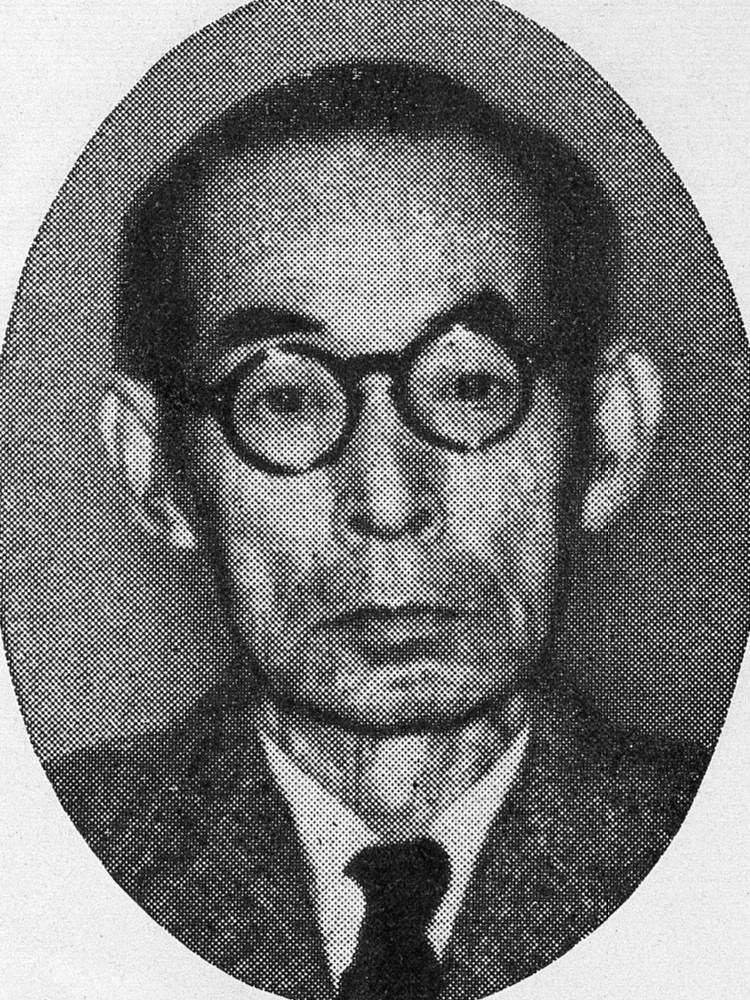
藤井浩佑

藤井 浩佑（ふじい こうゆう、1882年〈明治15年〉11月29日 - 1958年〈昭和33年〉7月15日）は、彫刻家、日本芸術院会員。初名は浩祐。

## 人物・来歴
唐木細工師藤井祐敬の長男として東京府東京市神田区錦町に生まれる。祖父は、旧摂関家公爵・九条家の執事であった藤井祐澄。
不同舎を経て1907年東京美術学校彫刻科卒、第一回文展に出品、以後出品を続ける。1911年文展出品「鏡の前」から三等賞を四度受賞。1916年日本美術院同人、以後院展に出品、1936年文展審査員となり、院展を退き帝国美術院会員、1937年帝国芸術院会員、1950年日展運営会理事、1953年より浩佑と称する。
墓所は青山霊園立山墓地1-ロ-4にある。

## 著書等
- 『彫刻を試る人へ』中央美術社、1923年6月。 NCID BA42846653。全国書誌番号:43038744。
  - 『彫刻を試る人へ』（改訂版）中央美術社、1924年8月。 NCID BA36166472。
  - 『彫刻を試る人へ』東亜美術社、1941年12月。 NCID BA67309337。NDLJP:1068829。全国書誌番号:46022726。
- 『犬通』四六書院〈通叢書〉、1931年4月。 NCID BA48020496。全国書誌番号:47025329。
- 『枇杷の葉と犬』昭和書房、1934年8月。 NCID BA60863960。全国書誌番号:47018528。
- 『浩祐の彫刻と絵』昭和書房、1937年。全国書誌番号:46052384。
- 藤井たけ編集 編『藤井浩佑作品選集』藤井浩佑作品選集刊行会、1959年7月。 NCID BA55364600。